# Sverrir Gudnason
Sverrir Gudnason (in islandese Sverrir Páll Guðnason; Lund, 12 settembre 1978) è un attore svedese di origini islandesi.

## Biografia
Gudnason è nato in Svezia, ma è cresciuto a Reykjavík, in Islanda. Nel 1990 la sua famiglia torna in Svezia, a Tyresö, quando suo padre ottiene un lavoro come professore di ingegneria civile presso l'Istituto reale di tecnologia. Inizia a recitare in varie produzioni cinematografiche e televisive svedesi e recita in varie produzioni teatrali di Göteborg e di Stoccolma.
Nel 2009 vince premio come miglior attore al Shanghai International Film Festival per la sua interpretazione nel film Original. Successivamente si fa conoscere per il ruolo di Pontus nella seconda stagione della serie televisiva Wallander. Nel 2017 interpreta il ruolo del tennista Björn Borg nel film Borg McEnroe, incentrato sulla celebre rivalità con John McEnroe.

## Filmografia parziale

### Cinema
- Original, regia di Alexander Brøndsted e Antonio Tublen (2009)
- Call Girl, regia di Mikael Marcimain (2012)
- Monica Z, regia di Per Fly (2013)
- Gentlemen, regia di Mikael Marcimain (2014)
- Flugparken, regia di Jens Östberg (2014)
- Cirkeln, regia di Levan Akin (2015)
- Borg McEnroe, regia di Janus Metz Pedersen (2017)
- Millennium - Quello che non uccide (The Girl in the Spider's Web), regia di Fede Álvarez (2018)
- Falling - Storia di un padre (Falling), regia di Viggo Mortensen (2020)
- The Book of Vision, regia di Carlo S. Hintermann (2020)
- Charter, regia di Amanda Kernell (2020)
- Non volere volare, regia di Hafsteinn Gunnar Sigurðsson (2024)

### Televisione
- Wallander – serie TV, 12 episodi (2009-2010)
- Älska mig – serie TV, 12 episodi (2019-2020)

## Riconoscimenti
- 2009 – Shanghai International Film Festival
  - Miglior attore per Original
- 2014 – Guldbagge Award
  - Miglior attore non protagonista per Monica Z
- 2015 – Guldbagge Award
  - Miglior attore per Flugparken
  - Candidatura per il Miglior attore non protagonista per Gentlemen